# 사커 마미
사커 마미(Soccer Mommy, 1997년 5월 27일 ~ )는 미국의 싱어송라이터이다.

## 음반 목록
- For Young Hearts (2016)
- Collection (2017)
- Clean (2018)
- Color Theory (2020)
- Sometimes, Forever (2022)